# Pityriasis
Cet article concerne un groupe de maladies. Pour le taxon animal, voir Barite chauve.

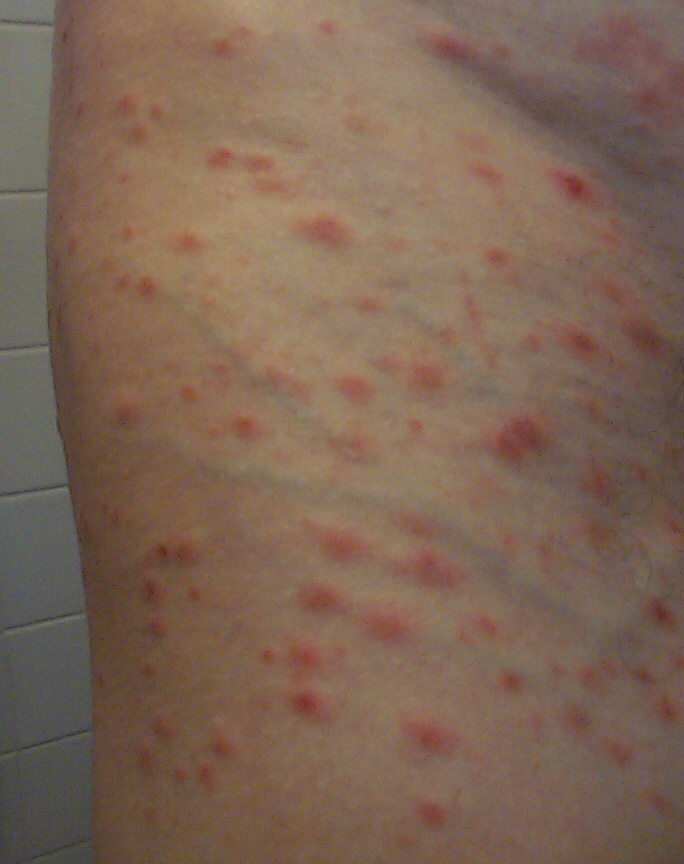
Pityriasis lichénoïde et varioliforme aigu de la racine de cuisse.

Le pityriasis est un groupe de dermatoses qui provoquent une desquamation de la peau.  Le terme  dérive du grec πιτυρίασις « dartre farineux » lui-même issue de πίτυρον 'son, partie la plus grossière du blé moulu ).
Cette famille de maladies dermatologiques regroupe :
- pityriasis rosé de Gibert;
- pityriasis versicolor;
- pityriasis alba;
- pityriasis rubra pilaire;
- pityriasis amiantace;
- pityriasis capitis;
- pityriasis circiné , autrefois attribué à un germe de type mycoderme[2] ;
- pityriasis marginé, également autrefois attribué à un mycoderme[2].